# 幽门
幽门（pylorus）是胃和十二指肠的连接口，包含幽门窦（pyloric antrum）和幽门管（pyloric canal）两个部分。幽门括约肌（pyloric sphincter）在幽门管末端，可以控制食物从胃进入十二指肠的过程。

## 功能
幽门是消化道的一部份，食物在胃中部份消化形成食糜，經由幽门進入十二指肠。幽门透過幽门括約肌調節食糜由胃進入十二指肠的速度，并限制直径大于2毫米的固体的通过。

## 臨床重要性
在一些胃部的病症中（例如胃癌），腫瘤可能會擋往幽门管，此時會手術在胃和十二指肠之間植入特殊的管子，讓胃中的食物有通道可以進到十二指肠，這稱為胃十二指腸造口吻合術。

## 圖片

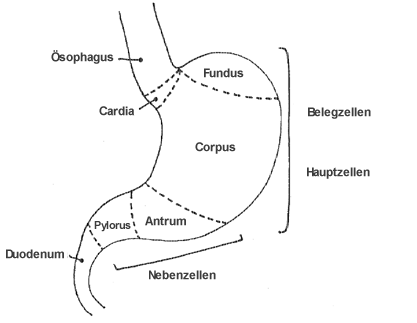
胃
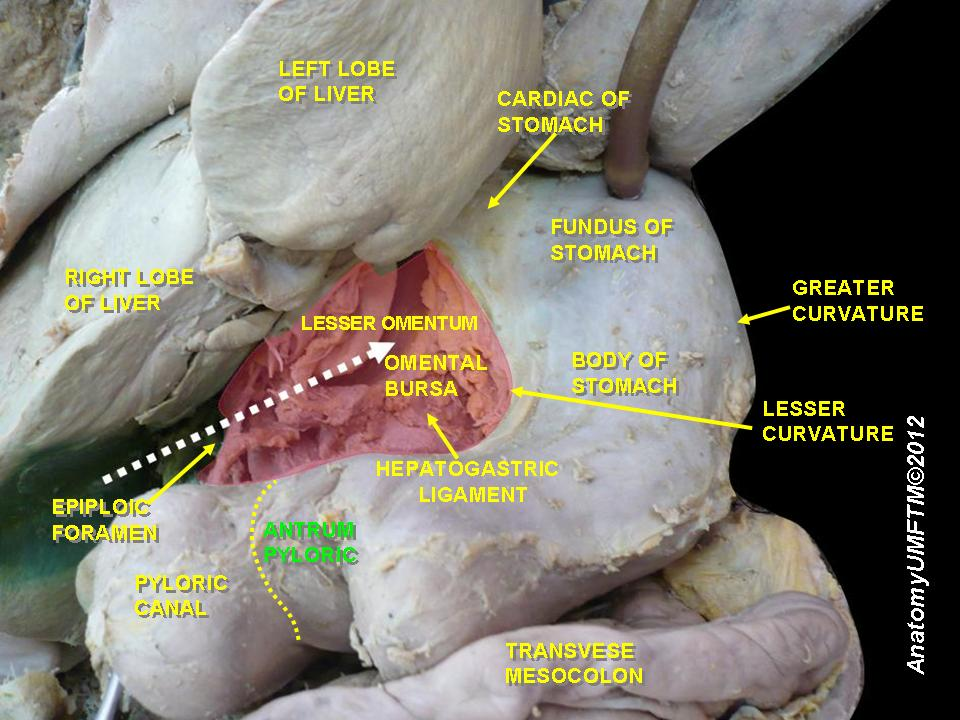
解剖屍體的胃及幽门，幽門竇在圖中標示為綠色